# Rebético

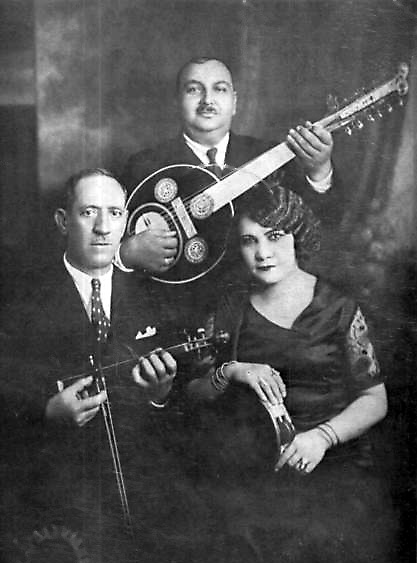
”Smyrna Trio”: Dimitri Semsis, Agapios Tomboulis, Roza Eskenazi (Atenes, 1932).

El rebético (en grec ρεμπέτικο, pl. ρεμπέτικα), ocasionalment transliterat com a rembétiko, és el nom d'un tipus de música folklòrica grega. Un tipus de música d'arrel que té clares similituds amb altres músiques de l'àrea mediterrània. Les cançons, que sovint han estat comparades a gèneres com el blues estan plenes de dolor, passió, romanticisme i amargor. Habitualment són cançons melancòliques que ens parlen de les desgràcies de gent normal i corrent. La guerra Greco-Turca amb el famós incendi de Smyrna, va portar una onada de milions de persones que es van refugiar a Grècia. Aquests refugiats van ser els principals propulsors de la popularització de la música Rebétiko al país. Moltes cançons de rebétiko primerenques ens parlen de drogues, especialment d'haixix la qual cosa va fer que el gènere fos criminalitzat per la dictadura de Ioannis Metaxàs en 1936. Damianakos Stathis ha fet notar que les cançons rebétiko dels primers temps són sobretot l'expressió cantada del proletariat. Totes les cançons rebétiko tenen ritmes ballables, sobretot de zeibékikos, aptàlikos, khasàpikos i sérvikos, però també s'hi troben ritmes de balls com tsifteteli, karsilamàs, sirtós i altres. Les cançons de rebétiko eren cantades exclusivament per homes, tot i que durant la segona meitat del segle XX han sigut versionades per dones.

## Instruments
Els instruments bàsics són el buzuki i la guitarra. Hi pot haver altres instruments addicionals com el baglamas, l'acordió, la pandereta, el violí i els címbals de dit (comparables a les castanyoles). En els enregistraments més antics també se sent sovint un dringar de vidre. Hi ha cert debat per saber a què respon; alguns consideren que era produït per un komboloi picant contra un got dels emprats per a beure.